# Peter Karlson
Peter Karlson (* 11. Oktober 1918 in Berlin; † 17. Dezember 2001) war ein deutscher Chemiker.

## Leben und Werk
Peter Karlson wuchs in Berlin auf. Die Auffassung der Eltern, Grundschulen erzeugten bei intelligenten Kindern nur Langeweile, ließ ihn erst im Alter von zwölf Jahren in eine Oberrealschule eintreten.
Ab 1937 studierte Peter Karlson an der Universität zu Berlin Chemie. Er wurde 1940 Doktorand am Kaiser-Wilhelm-Institut für Biochemie in Dahlem unter der Anleitung von Adolf Butenandt, der im Jahr zuvor für seine Forschungen an Steroidhormonen mit dem Nobelpreis ausgezeichnet worden war.
Peter Karlson folgte Butenandt nach München an das Max-Planck-Institut für Biochemie und erhielt 1964 einen Ruf auf eine ordentliche Professur für physiologische Chemie an der Philipps-Universität Marburg. Im Jahr 1969 wurde er zum Mitglied der Leopoldina gewählt. 1983 bis 1984 war er Vorsitzender der Gesellschaft Deutscher Naturforscher und Ärzte.
In Kooperation mit dem Berner Zoologen Martin Lüscher schuf er den Terminus „Pheromon“ für Sexuallockstoffe der Insekten.
Karlson starb im Dezember 2001 und wurde auf dem Dünenfriedhof Langeoog beigesetzt.
Seine Tochter Dr. Ilse Katharina Karlson (1949–2022) war Studienrätin mit den Fächern Chemie und Englisch am Friedrich-Schiller-Gymnasium Preetz.

## Schriften
- Kurzes Lehrbuch der Biochemie für Mediziner und Naturwissenschaftler
- Pathobiochemie : e. Einf. für Studierende u. Ärzte ; mit 195 Prüfungsfragen u. Schlüssel zum Gegenstandskatalog.

Beide Bücher wurden später zusammengeführt und neu bearbeitet unter dem Titel
- Karlsons Biochemie und Pathobiochemie. Bearbeiter Detlef Doenecke, Jan Koolman, Georg Fuchs, Wolfgang Gerok. 15. Auflage. Thieme, Stuttgart 2005, ISBN 3-13-357815-4 (Google-books).